# Numismatic News
Numismatic News est un magazine numismatique américain publié depuis 1952.

## Histoire
Numismatic News est fondé par Chester L. Krause, et le premier numéro paraît le 13 octobre 1952. L'éditeur est Krause Publications (en), basé à Iola, dans le Wisconsin. La société est absorbée par F+W Media (en) en 2002, avant que l'entreprise ne se déclare en faillite en mars 2019,. En octobre 2019, elle est rachetée par Active Interest Media (en). Le magazine est publié 32 fois par an.

## Contenu
Numismatic News propose un contenu varié dans chaque numéro. En tant que publication hebdomadaire, le magazine se concentre sur les tendances du marché et la valeur des pièces de monnaie au cours de la semaine. En outre, les colonnes de ses rédacteurs se concentrent sur les événements et les tendances du monde numismatique, tels que les conventions à venir (et les récapitulatifs), les nouveaux programmes et les nouveautés de la Monnaie des États-Unis, et les valeurs des pièces d'or et d'argent. Contrairement à sa consœur Coins, Numismatic News se concentre davantage sur l'actualité du monde de la numismatique. R.W. Julian rédige des articles pour chaque numéro.
Chaque numéro comporte plusieurs rubriques différentes, notamment
- Facts About Fakes : Une rubrique sur la détection des faux billets.

- AnnounceMINTS : Une rubrique axée sur les nouveautés de la Monnaie.

- Coin Clinic : Une rubrique de questions et réponses soutenue par les lecteurs

- Sur la scène : Une chronique de Clifford Mishler dans laquelle il fait le point sur les récentes conventions numismatiques et expositions de pièces.

- Making the Grade : Chronique sur l'authentification et le classement des pièces de monnaie

- Bargain Collector : Cette rubrique se concentre sur certains des meilleurs achats de pièces de monnaie pour un bon rapport qualité-prix.

- Past Times With Coins : Chronique sur l'histoire du magazine Coins, écrite par l'ancien rédacteur en chef Robert R. Van Ryzin.

- L'article de la semaine : Un examen approfondi d'une pièce de monnaie spécifique (par exemple, le dollar de 1804) chaque semaine.

En outre, la rubrique Coin Market : At a Glance contient des valeurs pour diverses séries de pièces (en se concentrant généralement sur une série par numéro), et se concentre également sur le marché global des pièces. Chaque mois, le premier numéro du magazine comporte également une section Coin Market de plusieurs pages sur la valeur des pièces, et tous les numéros contiennent un répertoire des expositions de pièces à venir, classées par État.